# Theridion apulco
Theridion apulco är en spindelart som beskrevs av Claude Lévi 1959. Theridion apulco ingår i släktet Theridion och familjen klotspindlar. Inga underarter finns listade i Catalogue of Life.